# Aerosol marí
L'aerosol marí és produït a sobre dels mars i oceans quan petites gotes d'aigua són projectades a l'atmosfera. L'aigua d'aquestes gotes s'evapora i queda una partícula de sal. Les partícules d'un diàmetre <1,0 µm es mantenen a l'aire pel moviment turbulent i són transportades a llarga distància. La polvorització de l'aigua de mar és considerada com la segona font més important d'aerosols (1,3 ·1015 g/any) a nivell global, comparable a la produïda als continents (1,5·1015 g/any). Les partícules de l'aerosol marí tenen la mateixa composició que l'aigua de mar, clorur de sodi, clorur o sulfat de magnesi, calci, potassi, etc. La majoria de les partícules de l'aerosol marí són relativament grans i es dipositen ràpidament, però una part resideixen a l'atmosfera i són susceptibles de ser transportades a escala planetària.

## Formació
Molts processos físics en la superfície de l'oceà poden generar aerosols de sal marina. Una causa comuna n'és l'esclat de les bombolles d'aire. Una altra n'és l'esquinç de les gotes de la part superior de l'ona. La velocitat del vent és un factor clau per a determinar la taxa de producció en ambdós mecanismes.

## Característiques

### Els compostos químics
L'aerosol marí està constituït principalment per clorur de sodi (NaCl), però també per altres ions comuns en aigua de mar, com ara K+, Mg²+, Ca²+, SO₄2-. Estudis recents han revelat que l'aerosol marí conté una quantitat substancial de matèria orgànica. Majoritàriament, els materials orgànics es barregen internament a causa de l'assecament de les bombolles d'aire a la superfície marina, rica en matèria orgànica.

### Mides
Les mida dels aerosols marins varien àmpliament, de ~ 0,05-10 micres de diàmetre. Com els aerosols marins són higroscòpics, les mides de les partícules poden variar amb la humitat.

## Impactes
Els aerosols marins poden alterar el balanç de la radiació de la Terra mitjançant la dispersió de la radiació solar (efecte directe), i indirectament canviant-ne l'albedo, en servir com a CCN (efecte indirecte). Models diferents donen diferents prediccions de la radiació mitjana anual, forçament induïda per l'efecte de la sal de mar directa, però la majoria dels estudis anteriors donen un nombre d'uns 0,6-1,0 W m-2. El forçament radiactiu causat pels efectes indirectes mostren una major variació en la predicció del model a causa de la parametrització de l'efecte indirecte de l'aerosol. Però, els resultats del model presenten un major efecte indirecte en l'hemisferi sud.

### Influència en el procés de precipitació
Com tots els altres aerosols solubles, augmentant la mida normal de les sals marines se suprimeix el procés de precipitació atmosfèrica en núvols calents mitjançant l'augment de la concentració de les gotes dels núvols i la reducció de la mida de les gotes dels núvols. A més, vigoritzen la precipitació en núvols de fase mixta perquè, un cop suprimida, les petites gotes dels núvols s'aixequen per sobre del nivell de congelació. A més d'això, l'addició de gegants aerosols marins pels núvols contaminats poden accelerar el procés de precipitació perquè els CCN gegants podrien ser nucleats en partícules grans que recullen altres petites gotes de núvol i es converteixen en gotes de pluja.